# Women's Rugby Super Series 2017
El Women's Rugby Super Series del 2017, también llamado International Women's Rugby Series fue otro cuadrangular de importantes selecciones femeninas de rugby que se organiza anualmente.
El torneo que sirvió como preparatorio para la próxima edición de la Copa del Mundo se disputó en junio en Nueva Zelanda y contó con la participación de las locales, Australia, Inglaterra y Canadá.

## Equipos participantes
- Selección femenina de rugby de Australia (Wallaroos)
- Selección femenina de rugby de Canadá (Canucks)
- Selección femenina de rugby de Inglaterra (Red Roses)
- Selección femenina de rugby de Nueva Zelanda (Black Ferns)

## Posiciones
| Pos. | Equipo        | Encuentros | Encuentros | Encuentros | Encuentros | Tantos  | Tantos    | Tantos     | Puntos Bonus | Puntos Totales |
| Pos. | Equipo        | jugados    | ganados    | empatados  | perdidos   | a favor | en contra | diferencia | Puntos Bonus | Puntos Totales |
| ---- | ------------- | ---------- | ---------- | ---------- | ---------- | ------- | --------- | ---------- | ------------ | -------------- |
| 1    | Inglaterra    | 3          | 3          | 0          | 0          | 109     | 51        | + 58       | 2            | 14             |
| 2    | Nueva Zelanda | 3          | 2          | 0          | 1          | 93      | 62        | + 31       | 2            | 10             |
| 3    | Canadá        | 3          | 1          | 0          | 2          | 81      | 60        | + 21       | 2            | 6              |
| 4    | Australia     | 3          | 0          | 0          | 3          | 32      | 142       | - 110      | 0            | 0              |

Nota: Se otorgan 4 puntos al equipo que gane un partido y 2 al que empate
Puntos Bonus: 1 punto por convertir 4 tries o más en un partido y 1 al equipo que pierda por no más de 7 tantos de diferencia

## Resultados

### Primera fecha
| 9 de junio 12:30 | Australia | 10 - 53 | Inglaterra | Porirua Park, Porirua |  |
|                  |           | Reporte |            |                       |  |

| 9 de junio 17:00 | Nueva Zelanda | 28 - 16 | Canadá | Westpac Stadium, Wellington |  |
|                  |               | Reporte |        |                             |  |

### Segunda fecha
| 13 de junio 12:30 | Canadá | 20 - 27 | Inglaterra | Rugby Park, Christchurch |  |
|                   |        | Reporte |            |                          |  |

| 13 de junio 14:45 | Nueva Zelanda | 44 - 17 | Australia | Rugby Park, Christchurch |  |
|                   |               | Reporte |           |                          |  |

### Tercera fecha
| 17 de junio 12:30 | Australia | 5 - 45  | Canadá | Rotorua International Stadium, Rotorua |  |
|                   |           | Reporte |        |                                        |  |

| 17 de junio 16:45 | Nueva Zelanda | 21 - 29 | Inglaterra | Rotorua International Stadium, Rotorua |  |
|                   |               | Reporte |            |                                        |  |

| Bandera de Inglaterra |
| Campeón Inglaterra    |